# 一個黑人
一個黑人是1884年由波兰艺术家安娜·比林斯卡-博丹諾維奇創作的油画。这幅画在第二次世界大战被人從华沙国家博物馆盜走，直到2011年才出现在拍卖会上，并于2012年归还给博物馆。